# Hrabstwo Cherokee (Alabama)

Piramida wieku hrabstwa

Hrabstwo Cherokee – hrabstwo położone w USA w stanie Alabama z siedzibą w mieście Centre. Założone 9 stycznia 1836 roku.

## Miasta
- Cedar Bluff
- Centre
- Collinsville
- Gaylesville
- Leesburg
- Piedmont
- Sand Rock

## CDP
- Broomtown
- Spring Garden

## Sąsiednie Hrabstwa
- Hrabstwo DeKalb (Alabama)
- Hrabstwo Chattooga, (Georgia)
- Hrabstwo Floyd (Georgia)
- Hrabstwo Polk (Georgia)
- Hrabstwo Cleburne (Alabama)
- Hrabstwo Calhoun (Alabama)
- Hrabstwo Etowah, (Alabama)

## Drogi główne
- U.S. Highway 278
- U.S. Highway 411
- State Route 9
- State Route 35
- State Route 68